# Rudolph Binion
Rudolph Binion (New York, 18 gennaio 1927 – Brookline, 19 maggio 2011) è stato uno storico statunitense.
Dopo avere studiato Scienze politiche a Parigi, ha fatto ritorno negli USA ed ha conseguito prima la laurea e poi il PhD alla Columbia University nel 1958. Nel 1967 è diventato docente di Storia moderna alla Brandeis University nel Massachusetts.
La sua ricerca più importante resta quella effettuata sulla figura di Adolf Hitler: nel libro Hitler Among the Germans (1976) ha cercato di spiegare le scelte personali e politiche del Führer attraverso una ricostruzione biografica della sua vita riletta con il metodo della psicoanalisi, in particolare vede nella figura di Eduard Bloch il motivo dell'antisemitismo di Hiter.
Negli ultimi anni visse Brookline, nel Massachusetts; morì in ospedale a seguito di una lunga malattia che lo aveva colpito ai reni e ai polmoni. 

## Opere
- Frau Lou: Nietzsches Wayward Disciple. Princeton University Press, Princeton 1968
- Hitler Among the Germans, New York: Elsevier, 1976
- Soundings. Psychohistorical and Psycholiterary. The Psychohistory Press, New York 1981
- Sounding the Classics: From Sophocles to Thomas Mann. Praeger, Westport CT 1997
- Past Impersonal: Group Process in Human History. Northern Illinois University Press, 2005